# Ilija Bašičević
Ilija Bašičević Bosilj cyr. Илија Башичевић Босиљ (ur. 18 lipca 1895 w Šidzie, zm. 14 maja 1972 tamże) – malarz serbski i jugosłowiański, przedstawiciel prymitywizmu.

## Życiorys
Urodził się w Šidzie, w serbskiej rodzinie chłopskiej. Był synem Dimitrija i Ruży z d. Stanojević. Po ukończeniu czteroklasowej szkoły powszechnej pracował w gospodarstwie rolnym swoich rodziców. W czasie I wojny światowej uciekł z Šidu, aby uniknąć mobilizacji do armii austro-węgierskiej. W 1941, kiedy Šid wszedł w skład Niepodległego Państwa Chorwackiego uciekł wraz z synami do Wiednia. Po przejęciu władzy przez komunistów w Jugosławii został aresztowany za stawianie oporu podczas kolektywizacji. Zaczął malować mając ponad 60 lat, kiedy stan zdrowia nie pozwalał mu na pracę na roli. Malował na różnych materiałach – na płótnie, płycie pilśniowej, tekturze i szkle.
W 1962 prace Bašičevicia zaprezentowano w muzeum w Čačaku, a rok później doczekał się pierwszej wystawy w jednje z galerii belgradzkich. Wtedy przyjął pseudonim Bosilj, którym podpisywał swoje prace. Kolekcję swoich prac podarował za życia miastu Šid, w którym spędził większość swojego życia.
Był żonaty, miał dwóch synów. Jeden z nich Dimitrije jest cenionym w Serbii historykiem sztuki i malarzem.

## Twórczość
Większość dzieł, które pozostawił po sobie Bašičević to obrazy olejne, inspirowane legendami i podaniami ludowymi, a także odwołujące się do przekazów biblijnych. Typowe dla twórczości artysty są dwugłowe postacie, a także towarzyszące im demony, węże i smoki.

## Wystawy i nagrody
Już w latach 60. prace Bašičevicia były wystawiane w galeriach krajów komunistycznych i Europy Zachodniej. Na III Triennale Sztuki Naiwnej w Bratysławie w 1972 artysta został wyróżniony pośmiertnie medalem przyznanym mu przez międzynarodowe jury.

## Pamięć
Większość dzieł, które pozostawił po sobie artysta znajduje się w zbiorach Muzeum Ilijanum, które mieści się w Šidzie, w domu, który kiedyś należał do zamożnej rodziny żydowskiej. Ściany budynku muzealnego ozdobione są freskami, nawiązującymi do obrazów malowanych przez Bašičevicia. Część obrazów znajduje się w zbiorach Muzeum Sztuki Naiwnej w Jagodinie. W roku 2010 ukazał się zbiór siedmiu tekstów poświęconych postaci artysty zatytułowany Svet po Iliji (Świat po Iliji).